# (4784) 1984 DF1
(4784) 1984 DF1 là một tiểu hành tinh vành đai chính. Nó được phát hiện bởi Henri Debehogne ở Đài thiên văn La Silla ở Chile ngày 28 tháng 2 năm 1984.